# Jonathan Davis
Jonathan Houseman Davis (18 de janeiro de 1971) é um cantor compositor e instrumentista, sendo majoritariamente conhecido por ser o vocalista principal da banda norte americana de nu metal Korn, nascido e criado em Bakersfield, Califórnia, onde viveu com o pai e a madrasta. Na infância, sofreu vários traumas (abuso infantil pela madrasta, abuso sexual por uma babá e sofria bullying na escola), que depois serviram de inspiração ao escrever músicas, o que se torna evidente nas músicas "Hater", "Daddy" e "Falling Away From Me"', uma das melhores do KoЯn onde a letra mostra temas da sua infância.
Além de vocalista, ele é baterista. Ele tocou no álbum Issues, e também durante o cover de "Earache My Eye" em Live and Rare. Jonathan toca também gaita-de-foles. Aos doze anos já sabia tocar nove instrumentos, incluindo clarinete, violino e piano.
Jonathan foi o último a entrar para o Korn. Munky e Head o descobriram num bar, onde pretendiam ficar apenas alguns minutos. Mas ao ver Jonathan se apresentar na sua banda da época, Sexart, ficaram até o final e o convidaram para se juntar ao Korn. Após consultar um médium, Jonathan aceitou o convite.
Com Jonathan na banda, o Korn virou uma sensação, e manteve-se popular desde então. Desde 1993, lançaram 12 álbuns de estúdio, dois álbuns ao vivo e uma compilação, e conquistaram platinas,além de 2 Grammys. Davis foi eleito 16# Melhor Vocalista de Heavy Metal de Todos os Tempos pela revista Hit Parader.
Em 25 de Maio de 2018, Jonathan lançou seu primeiro álbum solo: Black Labyrinth.

## Vida pessoal
Jonathan Davis foi casado duas vezes. Casou-se com a sua namorada do liceu, Renee Perez, em 1997. Juntos tiveram um filho, Nathan Davis, mas divorciaram-se em 2001 devido a alegações de infidelidade. Em 2004 casou-se outra vez, desta vez com Deven Davis, sendo que essa faleceu de overdose em 17 de agosto de 2018 aos 39 anos de idade, antes do lançamento do albúm The Nothing, resultando em um álbum mais pesado. Em 2005 tiveram o seu primeiro filho, cujo nome Jonathan nunca revelou á mídia. Ele refere-se ao filho apenas como 'Pirate' (pirata, em português). Jonathan Davis é meio irmão de Marky Chavez (da banda Adema), que também cresceu em Bakersfield, Califórnia.

## Discografia

### Álbums
Korn
- Korn (1994)
- Life Is Peachy (1996)
- Follow the Leader (1998)
- Issues (1999)
- Untouchables (2002)
- Take a Look in the Mirror (2003)
- See You on the Other Side (2005)
- Untitled (2007)
- Korn III: Remember Who You Are (2010)
- The Path of Totality (2011)
- The Paradigm Shift (2013)
- The Serenity of Suffering  (2016)
- The Nothing (2019)
- Requiem (2022)

Jonathan Davis and the SFA
- Alone I Play (2007)
- Live at the Union Chapel (2011)

Killbot
- Sound Surgery (2012)

Solo
- Black Labyrinth (2018)